# Aviatik D.I
Aviatik D.I (Berg D.I) - pierwszy samolot myśliwski wyprodukowany od podstaw przez Austro-Węgry, używany przez siły lotnicze tego kraju (Luftfahrtruppen) podczas I wojny światowej.

## Historia
Prace nad prototypem samolotu Aviatik D.I (zwanego też Berg D.I od nazwiska konstruktora Juliusa von Berga) rozpoczęły się w sierpniu 1916 roku, natomiast oblot prototypu oznaczonego 30.14 miał miejsce 16 października 1916 w Aspern (dzielnica Wiednia). Zakończył się on śmiercią pilota oblatywacza.
Podjęto więc prace nad modyfikacją myśliwca, tworząc trzy kolejne prototypy oznaczone 30.19 (do testów na ziemi), 30.20 (do testów w locie) oraz 30.21 (jako rezerwowy). Testy te przebiegły pozytywnie i pierwsze seryjnie produkowane egzemplarze zasiliły wkrótce eskadry Fluggeschwader I (FLG I, przemianowana później na Flik 101G) w Divača (obecnie Słowenia).
Myśliwce były produkowane przez różne zakłady (głównie Aviatik) i różniły się szczegółami budowy, a także awaryjnością (na myśliwcu Aviatik D.I serii 115 produkcji zakładów Lohner z powodu wady konstrukcyjnej zginął m.in. jeden z asów lotnictwa Austro-Węgier Frank Linke-Crawford).

## Wersje
Do 31 października 1918 wyprodukowano dla armii austro-węgierskiej ogółem 677 egzemplarzy myśliwca w następujących zakładach:
- Aviatik (serie 38, 138, 238 i 338)
- Lohner (serie 115 i 315)
- LLoyd (serie 48, 248 i 348)
- MAG (serie 84 i 92)
- Thone & Fiala (serie 101 i 201)
- WKF (serie 184, 284 i 384)

Różniły się one typem silników, modyfikacjami kadłuba, karabinów maszynowych i chłodnicy.